# Notaris

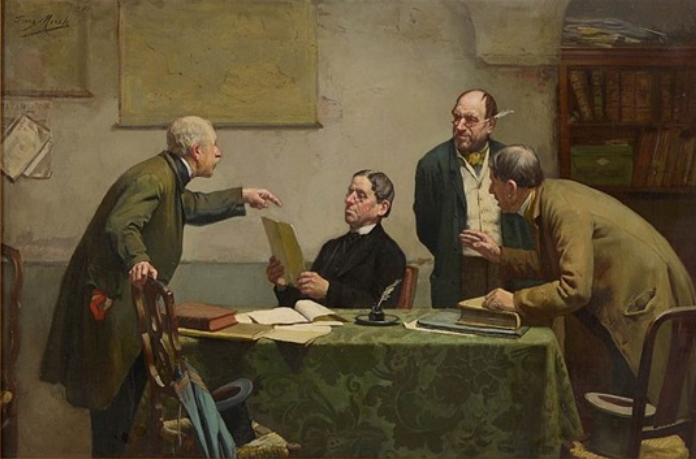
La réunion chez le notaire, schilderij van de Belgische schilder Frans Meerts.

Een notaris is een jurist en openbaar ambtenaar, benoemd door de overheid, die bevoegd is om authentieke akten te verlijden in de gevallen waarin de wet aan hem of haar die bevoegdheid toekent en een partij dit van hem verlangt. Het beroep van notaris bestaat in landen met een continentaal rechtsstelsel en gaat minstens terug tot het Byzantijnse Rijk. Gedurende de latere periode van het feodalisme werden in meerdere regio's van de Lage Landen de taken die nu de notaris verricht, ook door de schepenen afgehandeld.

## Nederland

### Algemeen
Het notarisambt is geregeld in de Wet op het notarisambt (Wna) van 1842. Deze wet maakte een einde aan de situatie dat het notarisambt tot het privé-vermogen hoorde en als zodanig kon worden verkocht en middels erfopvolging kon worden doorgegeven. Daarmee kwam ook een einde aan het gebruik de door de notaris opgestelde akten in een privé-archief te bewaren en geheim te houden. Alle akten werden stapsgewijs overgebracht naar het Rijksarchief en opengesteld voor onderzoek. Sindsdien is het beroep niet langer een activiteit als koopman, waar het eigen belang om winst te maken voorop kon worden gezet, maar om een ambt met een sociale functie, het dienen van het algemeen belang, waarop in het algemeen belang toezicht wordt gehouden door de staat. Met het loslaten van de verplichte vaste tarieven in de onroerendgoed- en de familiepraktijk in 1999 is dit beginsel niet losgelaten, het ging om een verandering van de honorering, niet om een verandering in de aard van de openbare functie.
Naast de wet bestaat er lagere regelgeving en zijn er interne beleidsregels.
Voor de uitoefening van ambt en beroep gelden als belangrijkste beginselen die van de onafhankelijkheid, onpartijdigheid, zorgvuldigheid en integriteit. Een notaris behartigt de belangen van alle bij een rechtshandeling betrokken partijen op onpartijdige wijze en met de grootst mogelijke zorgvuldigheid en mag het ambt niet in dienstbetrekking uitoefenen (art. 17 Wna). Al dan niet betaalde nevenbetrekkingen moeten worden gemeld (art. 11 Wna). Een notaris mag niet handelen in strijd met hetgeen een goed notaris betaamt. Schendt een notaris de integriteitsnorm is dat minimaal tuchtrechtelijk laakbaar, kan dat civielrechtelijk onrechtmatig zijn, of als strafbaar feit worden gekwalificeerd. De beginselen zijn uitgewerkt in de Verordening beroeps- en gedragsregels en de Beleidsregel integere beroepsuitoefening. De beroepstitel notaris is beschermd en mag alleen onder bij de wet bepaalde voorwaarden worden gevoerd (art. 2 lid 2 Wna). Een notaris mag de vraag om een bij wet vastgelegde handeling voor iemand te verrichten in beginsel niet weigeren, dat heet ministerieplicht (art. 21 lid 1 Wna). Aan de andere kant is de notaris verplicht zijn dienst te weigeren wanneer naar zijn redelijke overtuiging of vermoeden de werkzaamheid die van hem verlangd wordt leidt tot strijd met het recht of de openbare orde, wanneer zijn medewerking wordt verlangd bij handelingen die kennelijk een ongeoorloofd doel of gevolg hebben of bij andere gegronde redenen voor weigering (art. 21 lid 2 Wna). De notaris is tot geheimhouding verplicht (art. 22 Wna) en tot het juist informeren en voorlichten van consumenten over de gevolgen van de rechtshandeling die ze willen verrichten en te waarschuwen voor eventuele risico's dat heet Belehrung.
Het verrichten van wettelijke werkzaamheden en werkzaamheden die de notaris in samenhang daarmee pleegt te verrichten, berust op een overeenkomst tussen notaris en cliënt (titel 5, Boek 6 BW).
Naast de uitoefening van het ambt biedt de notaris ook adviesdiensten aan, de zogenaamde niet-ambtelijke werkzaamheden. Voor zover de notaris ambtshandelingen verricht, is zij bestuursorgaan in de zin van artikel 1:1 van de Algemene wet bestuursrecht.
Notarissen zijn verplicht lid van de Koninklijke Notariële Beroepsorganisatie, een publiekrechtrelijk lichaam. Ze staan onder tuchtrechtelijk toezicht van de Kamers van toezicht notariaat, beroep bij het Gerechtshof Amsterdam, en onder financieel toezicht van het Bureau Financieel Toezicht. Ook andere werkzaamheden dan die als notaris kunnen onder de gedragregels vallen.

### Werkterreinen
De wet heeft de notaris de bevoegdheid gegeven authentieke akten op te maken, met name op het gebied van:
- het personen- en familierecht (het opmaken van huwelijkse voorwaarden, echtscheidingsakten enz.)
- het erfrecht (het opmaken van testamenten, verklaringen van erfrecht, akten inroepen nietigheid testamentaire bepaling, akten van verdeling, erfovereenkomsten enz.)
- het onroerendezaakrecht (het opmaken van akten van levering, hypotheekakten, akten in het kader van een openbare veiling enz.)
- het rechtspersonenrecht (het opmaken van oprichtingsakten, statutenwijzigingen, akten van overdracht en uitgifte (emissie) van aandelen, akten van juridische fusie en -splitsing en dergelijke)

Daarnaast kunnen partijen de notaris ook vragen om andere akten voor hen in notariële vorm op te maken. Het gaat daarbij om akten die partijen anders als onderhandse akten zouden opmaken (meestal diverse soorten overeenkomsten).

### De plaats van de notaris in de maatschappij

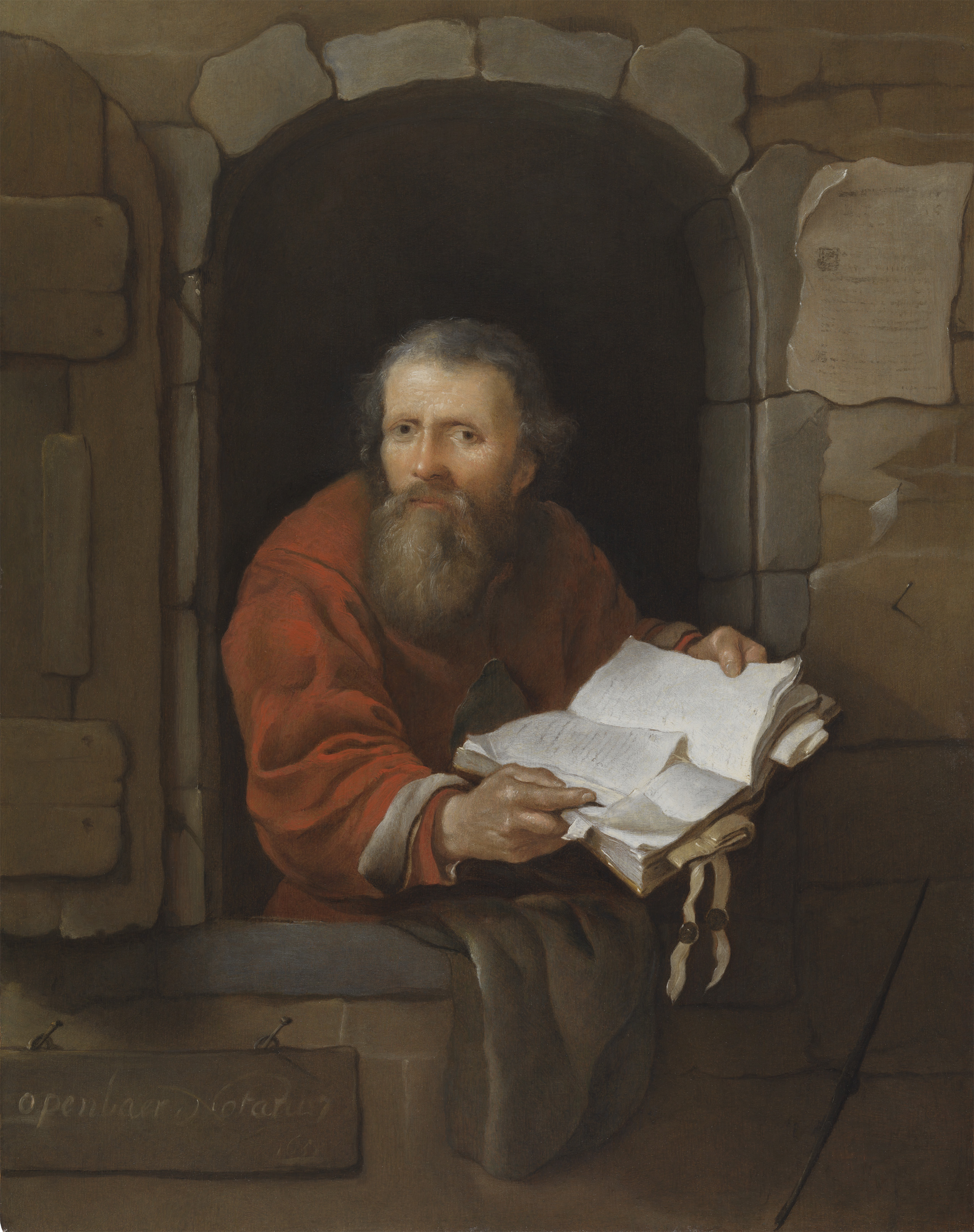
Openbaar notaris in Leiden rond 1650, Gabriel Metsu, (The Leiden Collection)

De wet schrijft de tussenkomst van de notaris bij het opmaken van een akte voor, als de notariële vorm vereist is voor de geldigheid van die akte. Dit vloeit voort uit de wijze waarop de notaris zijn werkzaamheden dient te verrichten en de waarborgen die de notaris daarbij biedt. Het gaat hierbij met name om:
- de adviserende taak en specifieke kennis van de notaris
- de onafhankelijkheid waarin de notaris zijn functie kan vervullen (vergelijk met de rechterlijke macht)
- de onpartijdigheid van de notaris
- de verplichting van de notaris om partijen gedegen voor te lichten over de gevolgen van de door hen te verrichten rechtshandelingen, ook wel 'Belehrungspflicht' geheten, zie hieronder.
- geheimhoudingsplicht, ook in rechtszaken en na overlijden van een cliënt, ook tegenover huwelijkspartner.[13][14]
- de verplichtingen van de notaris omtrent de wijze van opstellen, registreren en bewaren van de akten.

De notariële akte is vooral bedoeld om een grote rechtszekerheid te hebben. In het bewijsrecht geldt de notariële akte als dwingend bewijs, en men heeft een aanzienlijk sterkere positie dan bij een niet-notariële akte (een onderhandse akte).
Ook in gevallen waarin de wet niet de tussenkomst van de notaris verplicht, kan het daarom nuttig zijn om een notaris in te schakelen. Indien twee partijen een overeenkomst hebben bereikt, bijvoorbeeld over de betaling van een geldsom voor de koop van een goed, dan kan deze overeenkomst notarieel worden vastgelegd. Het voordeel hiervan voor een benadeelde paritj is de executoriale kracht van de notariële akte. Komt een van beide partijen de overeenkomst niet na, dan kan de andere partij direct (executoriaal) beslag leggen op de goederen of bankrekening van de partij die in gebreke blijft en hoeft dus niet eerst een procedure op te starten bij de rechter. Het is wel mogelijk tegenbewijs te leveren.

#### Houding notariaat tijdens bezetting door Nazi-Duitsland
Snel na de inval door de legers van Nazi-Duitsland en de capitulatie, bereikte het Nederlandse bestuur overeenstemming met de bezetter over vergaande samenwerking. Het notariaat volgde de gedragslijn van de meeste andere functionarissen in het openbaar bestuur, in tegenstelling tot de Belgische collega's was in Nederland geen sprake van lijdelijk verzet, weerstand of dienstweigering. Onderzocht is de rol van het notariaat bij de grootschalige onteigening van onroerend goed van Joodse burgers en doorverkoop via een stroman om kopers te misleiden. Daaruit blijkt dat ruim de helft van de 850 Nederlandse notarissen zich vanaf 1941 schuldig heeft gemaakt aan het op brede schaal formaliseren van onrecht. Op aandringen van de Koninklijke Notariële Broederschap werd de onafhankelijke positie van het notariaat verlaten door het conformeren aan verordeningen en beleid van de Duitse bezetter, het persoonlijke geweten moest worden uitgeschakeld. De Broederschap voorzag de racistische verordeningen van uitleg waardoor de ontrechtingen efficient konden verlopen.  Na de oorlog is de beroepsgroep niet gezuiverd, er werd een compromis gesloten met de regering dat iedereen in ambt bleef en een deel van de oorlogswinsten in een fonds werd gestort. Achteraf waren veel notarissen van mening dat het passeren van de akten principieel onjuist was geweest, de Amsterdamse ring schreef in het jaarverslag 1947:
Als een kille mist hangt in en over de kantoren klamme rechtsonzekerheid. Welke notaris vermag van na 1942 overgedragen onroerende goederen een rechtsgeldige titel te garanderen?
Enkele notarissen waarschuwden al tijdens de oorlog dat de akten na de oorlog nietig zouden worden verklaard, waaronder Klaas Abma, die ook als redacteur bij het verzetsblad Nederland vrij! werkte en de latere hoogleraar Anton Lubbers. Van andere (kandidaat-)notarissen is bekend dat ze een actieve bijdrage leverden aan de georganiseerde weerstand tegen Nazi-Duitsland, 17 (kandidaat-)notarissen werden om die reden door de Nazi's vermoord, 7 anderen vanwege hun geloof. Josef Arnold ('Joep') Tromp, notaris te Deurne, richtte met de heer J.P. Kroon het Trompfonds op dat aanvankelijk geld inzamelde voor Nederlandse zeevarenden die in dienst van de geallieerden waren gekomen en later in het algemeen voor onderduikers en hun gastgezinnen. Professor Emile Luijten was leider van de groep-Wijchen, onderdeel van de Nederlandse Unie, hij dook onder maar werd opgepakt en in Duitse arbeidskampen te werk gesteld.

#### Rol notariaat totstandkoming wet op het erfrecht
Bij de decennialange voorbereidingen in het parlement van de nieuwe wet erfrecht (Boek 4 Burgerlijk Wetboek) speelde het notariaat een bijzondere rol. Zonder een bepaalde bevolkingsgroep te vertegenwoordigen vormden de twee broederschappen een Commissie erfrecht die zich gevraagd en ongevraagd in de discussie mengde. Kort voor het eindverslag, in 1993, ging het notariaat over tot buitenparlementair verzet tegen de door de volksvertegenwoordiging gekozen tekst van het wetsvoorstel ten aanzien van de langstlevende echtgenoot. Onder leiding van drie (emeriti) professoren notarieel recht van de Katholieke Universiteit Nijmegen, Martin Jan van Mourik, Wim van der Grinten en Emile Luijten, ontwierp het notariaat een eigen wetsvoorstel gebaseerd op een notariële modelregeling uit 1958 van Luijten, waarbij de langstlevende echtgenoot erft en de kinderen een vordering op de echtgenoot krijgen. Men publiceerde het eigen wetsvoorstel in het vaktijdschrift WPNR en demonstreerde zo geen steun meer te willen verlenen aan het wetsvoorstel van de regering. De regering zwichtte uiteindelijk onder deze druk.

### Bevordering rechtszekerheid

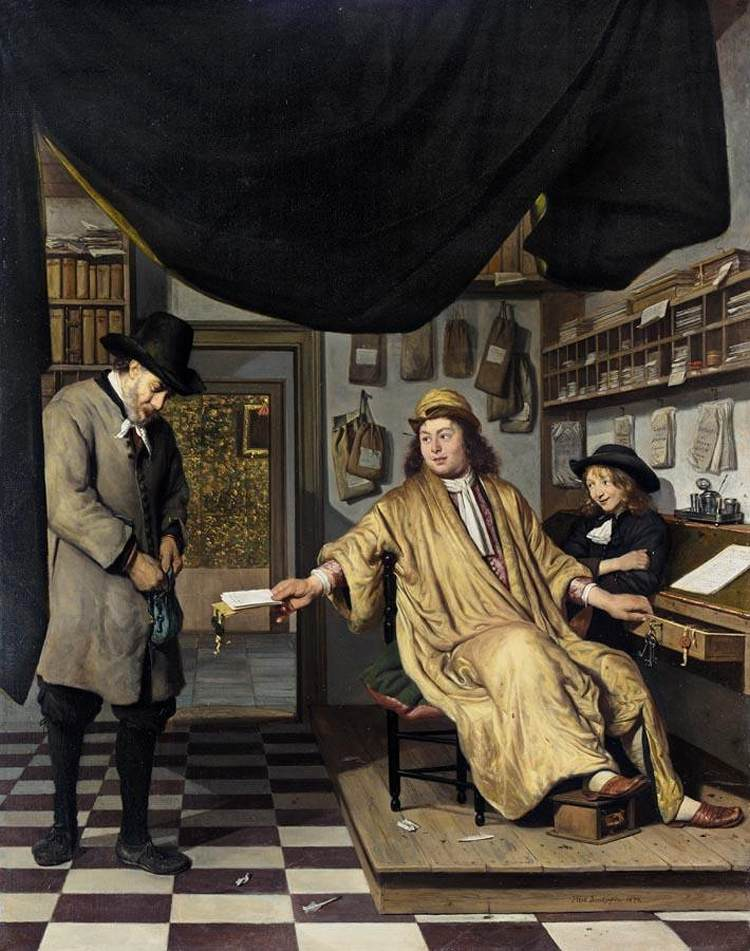
Notaris in zijn kantoor te Haarlem - Jan Berckheyde, 1672

Hoogleraar notarieel recht aan de Universiteit Leiden Pim Huijgen wees er op dat de kern van het bestaan van het notariaat is gelegen in de bevordering van rechtszekerheid en als afgeleide functie daarvan het bevorderen van de rechtsbescherming van partijen. Dit is benadrukt door de Hoge Raad in het arrest Groningse Huwelijkse Voorwaarden (1989) waarin de hoogste rechter oordeelde dat de functie van de notaris in het rechtsverkeer meebrengt dat hij beroepshalve is gehouden naar vermogen te voorkomen dat misbruik wordt gemaakt van juridische onkunde en feitelijk overwicht. Een degelijke en integere uitoefening van notaris-ambt bevordert de zekerheid dat de rechtshandeling zoals die uiteindelijk in een notariële akte wordt vastgehouden ook daadwerkelijk aansluit bij wat partijen met de rechtshandeling beoogden, dat partijen de wil hadden de rechtshandeling te sluiten (wilsverifiërende functie) en dat alle partijen bevoegd zijn de betreffende rechtshandeling(en) te verrichten. Aldus worden ongeldige of vernietigbare rechtshandelingen voorkomen en onnodig procederen door benadeelde partijen. Ook rust op het notariaat de plicht partijen voor te lichten over inhoud en rechtsgevolgen van de betreffende rechtshandeling(en), waarvoor het notariaat het Duitse begrip Belehrung gebruikt. Als de notaris reden heeft te twijfelen aan de wilsbekwaamheid van iemand die een testament of levenstestament wil opstellen, wordt een stappenplan gevolgd.
In het Novitaris-arrest (2015) besliste de Hoge Raad over de vraag hoe een notaris hoort te handelen die een akte moet passeren voor de levering van een registergoed of de vestiging van een beperkt recht en door deze dienst te verlenen mogelijk meewerkt aan wanprestatie van een van de partijen bij de akte jegens een derde of aan een onrechtmatige daad van de andere partij bij de akte jegens die derde. De derde kan de notaris in zo’n geval aansprakelijk stellen en van deze vergoeding verlangen van de door hem geleden schade. In dat geval is het aan de civiele rechter om daarover te oordelen. Het arrest is in 2017 bevestigd. De notariskamer besliste in 2018 dat de tuchtrechter in dit soort gevallen dezelfde maatstaf moet gebruiken als de civiele rechter en neemt de maatstaf van de Hoge Raad uit het Novitaris-arrest over voor het tuchtrecht.

### Modelregeling notariaat
De notariële praktijk ontwikkelt voortdurend eigen constructies die kunnen worden gebruikt bij het opstellen van overeenkomsten en testamenten, de zogenaamde modelregelingen of modelregeling voor het notariaat. Het gaat daarbij meestal om clausules die naar huidig recht niet mogelijk zijn, of niet bekend zijn, waarvan het notariaat merkt dat er een maatschappelijke behoefte bestaat of om voor de cliënt fiscale regels te kunnen omzeilen. Ook kan het gaan om het genereren van inkomsten door bijvoorbeeld als executeur in een testament te worden benoemd en na overlijden betrokken te zijn bij afwikkeling van de nalatenschap met een loonregeling die de notaris zelf in het testament heeft opgenomen.
Bij het bedenken van zo'n constructie zoekt de notaris naar juridische mogelijkheden waarvan algemeen kan worden aangenomen, op grond van systematisch juridisch redeneren binnen het Nederlandse recht, of door rechtsvergelijking, dat er een grote kans bestaat dat de betreffende clausule uiteindelijk door de Hoge Raad voor rechtsgeldig zal worden gehouden wanneer deze in rechte zal worden aangevochten. Zo bedacht het notariaat midden vorige eeuw het zogenaamde langstlevende testament dat uiteindelijk door de Hoge Raad voor rechtsgeldig werd gehouden en na actie vanuit het notariaat is gecodificeerd in het huidige erfrecht. Andere voorbeelden zijn de driesterrenexecuteur of executeur-afwikkelingsbewindvoerder, de quasi-wettelijke verdeling, het Radartestament of de welwillendheidsbeslissing van de rechter. Modelregelingen voor het notariaat worden vaak opgenomen in zogenaamde modellenboeken of modeltestamenten die de notaris, kandidaat-notaris en notarisklerk gebruikt bij het opstellen van een overeenkomst of akte.
In de testamentadvisering of de estate planning worden de modellen ook buiten het notariaat gebruikt. Beroepen als estate planner, executeur, nalatenschapsplanner, of erfrechtspecialist zijn echter onbeschermde beroepen die een ieder mag uitoefenen zonder het moeten voldoen aan beroepseisen als vooropleiding, aansprakelijkheidsverzekering of gedragsregeling. De teksten die op deze manier worden geproduceerd lijken precies op een officiële notariële akte maar zijn dat niet. De kennis benodigd voor het maken van een juiste keuze uit de in de modellen geboden opties ontbreekt veelal. Er bestaat daarom weinig borg dat een document dat zo ontstaat daadwerkelijk de wensen van de testateur weergeeft. Ook hier is vaak het genereren van inkomen door te worden opgenomen in een testament een belangrijke drijfveer, niet de bescherming van de nalatenschap.

#### Rechtsonzekerheid
Dergelijke modellen worden vaak jarenlang door de notaris geadviseerd en toegepast, maar als een modelregeling ongeldig is op grond van de wet kan jarenlang praktijkgebruik daar niets aan veranderen, aldus de rechter. Bevat een overeenkomst of testament bepalingen uit een buitenwettelijk notarieel model, hoeft een belanghebbende die meent daardoor te worden benadeeld zich er niet bij neer te leggen. Men kan een beroep doen op de nietigheid of vernietigbaarheiden zo nodig naar de rechter stappen. De rechter houdt testamentaire bepalingen die niet binnen de reikwijdte vallen van een in de wet genoemde uiterste wilsbeschikking voor nietig.

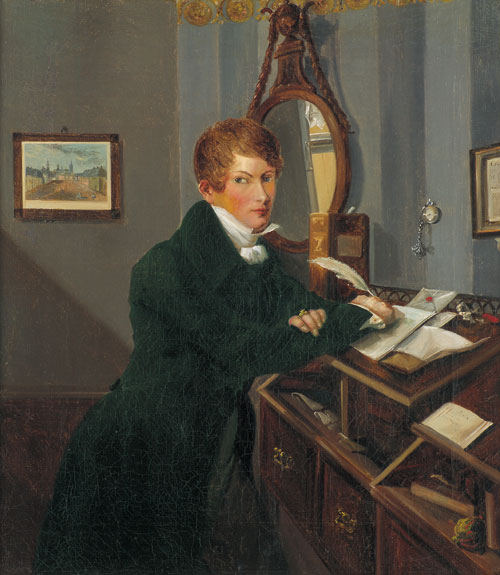
Jonge Duitse notaris rond 1830

### Ambt en vrij beroep
Volgens de wet oefent de notaris zowel een ambt uit als een vrij beroep. Anders dan een ambtenaar, ontvangt de notaris geen bezoldiging van overheidswege voor zijn ambtelijk werk. De met de ambtsvervulling samenhangende kosten moeten worden bestreden uit de opbrengsten van de vrije dienstverlening. Als ambtsdrager dient de notaris te handelen in het publieke belang en is hij bestuursorgaan in de zin van de Algemene Wet bestuursrecht. Dit uit zich onder andere in de verplichting van de notaris om op verzoek van partijen een akte op te maken (de zogeheten ministerieplicht). Anders gezegd: als een cliënt van de notaris verlangt dat hij voor hem een testament opstelt dan is de notaris gehouden om aan dat verzoek gehoor te geven aangezien hij niet zonder reden mag weigeren.
Als beoefenaar van een vrij beroep zal de notaris als ondernemer de commerciële belangen van zijn kantoor in de gaten houden. De notaris dient zelf te zorgen voor zijn inkomsten, hetgeen vooral gebeurt door bij cliënten een honorarium (een 'tarief') in rekening te brengen, zoals gebruikelijk bij dienstverleners. Sinds 1999 zijn de door de overheid gereguleerde vaste tarieven geleidelijk losgelaten, de notaris stelt sindsdien zelf de hoogte van zijn honorarium vast. Dat betekent een concurrentienadeel ten opzichte van dienstverleners zonder publieke taak. Uitzondering vormt de familiepraktijk, daar heeft de overheid de tarieven gemaximeerd voor personen die minder draagkrachtig zijn. Bij expertisegebieden zijn de tarieven over het algemeen hoger en als maatwerk nodig is, zijn de totale kosten hoger dan bij een standaardakte.
Voor de notaris levert het tegelijk zijn van én openbare ambtenaar én ondernemer regelmatig ingewikkelde situaties op.

### Kandidaat-notaris
De notaris is hoofd van een notariskantoor, benoemd bij Koninklijk Besluit en heeft de eed afgelegd. Sinds 1904 is in de Notariswet opgenomen dat de kandidaat-notaris ook een openbaar ambt is. Na afronding van de studie notarieel recht kan men als kandidaat-notaris gaan beginnen op een notariskantoor onder de hoede van de notaris. Tijdens de eerste drie jaren volgt de kandidaat-notaris naast het werk de notariële beroepsopleiding. De kandidaat-notaris begeleidt cliënten en stelt notariële aktes op, maar ondertekent niet. Een kandidaat-notaris mag alleen aktes ondertekenen als zij of hij is aangewezen als waarnemer van de notaris, dat kan na afronding van de beroepsopleiding en minimaal drie jaar werkervaring. Tijdens de waarneming heeft de kandidaat-notaris dezelfde rechten, bevoegdheden en verplichtingen als een notaris. Het is niet verplicht om notaris te worden. Iemand kan ook jarenlang werkzaam zijn als kandidaat-notaris op een notariskantoor.

### Toegevoegd notaris
Sinds 2013 is er ook de toegevoegd notaris. Deze is in loondienst, heeft dezelfde taken en bevoegdheden als de ‘gewone’ notaris, en werkt onder diens verantwoordelijkheid.

### Partijnotaris
Steeds meer komt het fenomeen op van de partijnotaris, dat wil zeggen een notaris die in opdracht van een of meer belanghebbenden werkt en de belangen van vooral deze belanghebbenden behartigt. De notaris treedt dan niet als onafhankelijke en onpartijdige notaris op voor alle belanghebbenden, zoals gebruikelijk. Van belang is dat partijen zich dat terdege realiseren. De beroepsregels verplichten een notaris aan de andere belanghebbenden duidelijk te maken dat sprake is van een opdracht van enkele van de belanghebbende partijen, zodat de andere partijen een eigen notaris kunnen inschakelen.

### Opleiding
De universitaire opleiding van de studie notarieel recht duurt vier jaar. Aan vijf universiteiten is het mogelijk notarieel recht te studeren. Broederschap der Notariële Studenten (ook wel: BNS) is het overkoepelend orgaan van de verschillende notariële studieverenigingen.
Om tot notaris benoemd te kunnen worden moet een kandidaat-notaris een drie jaar durende post-doctorale opleiding hebben afgerond en minimaal 6 jaar werkervaring in het notariaat hebben.

### Ethiek
De vraag in hoeverre een notaris zich in zijn ambt kan en mag laten leiden door zijn persoonlijke opvattingen of overtuigingen, heeft zich tot op heden niet voorgedaan zoals in België, maar gesteld kan worden dat daar hetzelfde resultaat zou worden behaald.

## België

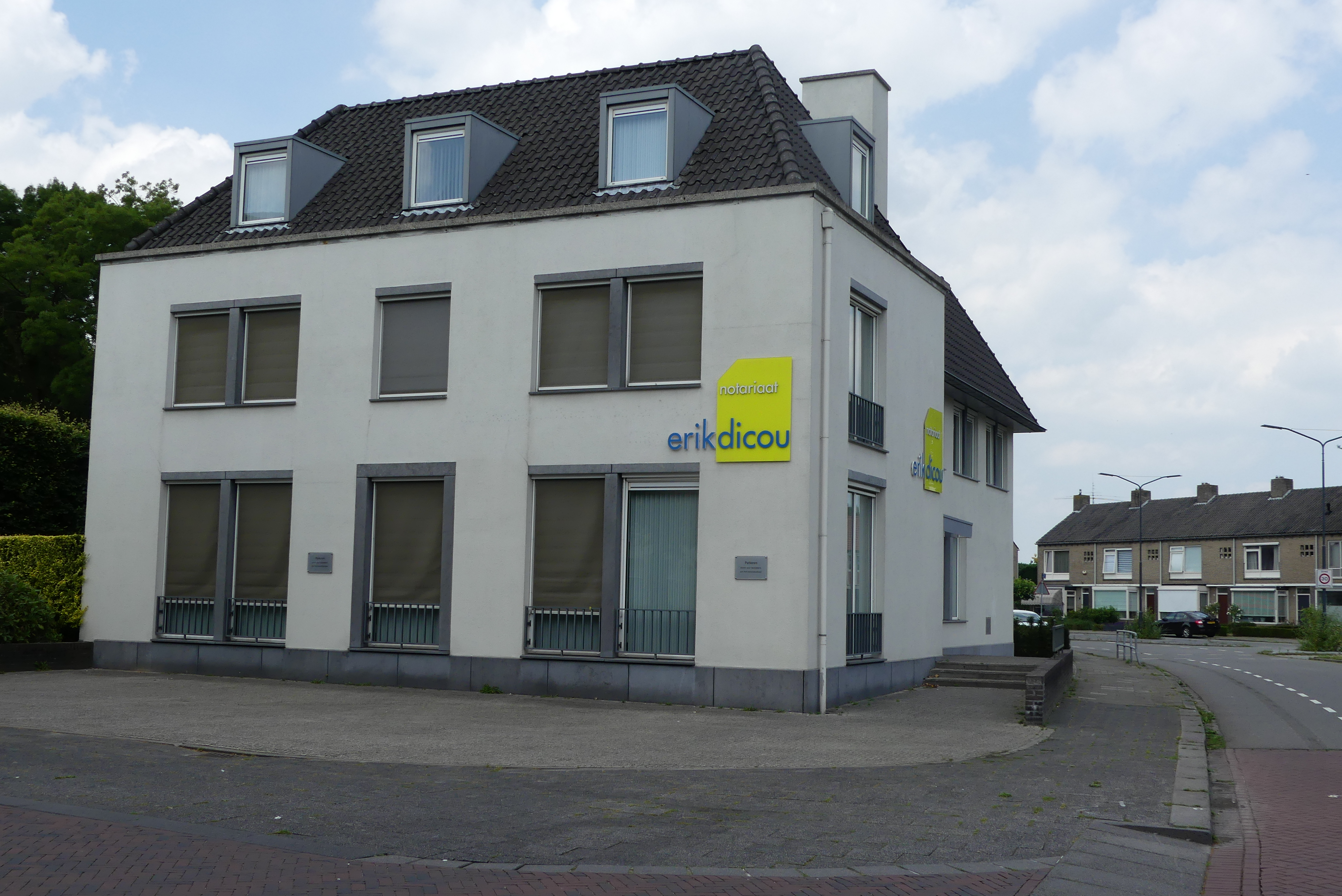
Notariskantoor

Volgens artikel 1 van de wet van 25 ventôse jaar XI (16 maart 1803) tot regeling van het notarisambt (Ventôsewet, Wet Notarisambt) zijn notarissen openbare ambtenaren, aangesteld om
- alle akten en contracten te verlijden waaraan partijen de authenticiteit van overheidsakten moeten of willen doen verlenen;
- de dagtekening ervan te verzekeren;
- ze in bewaring te houden;
- en er grossen en uitgiften van af te geven.

Onder voorbehoud van de rechten der openbare overheid zijn alleen zij bevoegd om onroerende goederen, renten en hypothecaire schuldvorderingen openbaar te verkopen. De toewijzing mag niet dan aan de hoogst- en laatstbiedende geschieden. Hoewel de notaris dus een openbaar ambt vervult, is hij tevens een commerciële speler. Hoe meer cliënten hij heeft, hoe meer hij verdient. Sommige politici pleiten voor een afschaffing van het beroep. Anderen willen het in België behouden.
Een notaris is verplicht zijn dienst te verlenen wanneer hij daartoe wordt verzocht (art. 3 Ventôsewet).

### Opleiding
Men wordt notaris na vijf jaar rechtenstudie aan een universiteit, gevolgd door een bijkomend jaar meester in het notariaat. Om het beroep echt uit te kunnen oefenen volgt nog een stage van drie jaar en een vergelijkend examen met numerus clausus. Wie slaagt in het examen, wordt kandidaat-notaris. Kandidaat-notarissen kunnen een vacant notariskantoor overnemen of een associatie aangaan met een notaris die reeds in functie is.

### Honorarium
Volgens weekblad Knack verdient een Vlaamse notaris gemiddeld 50.000 à 100.000 Euro per maand, weliswaar voor belastingen maar na aftrek van kosten en afschrijvingen. Dit honorarium behoort tot de hoogste ter wereld. Volgens De Standaard is een maandloon van 100.000 Euro hierbij geen uitzondering. VRT Nieuwsredactie meldt dat de slechtst boerende notarissen nog steeds 60.000 à 70.000 Euro per maand verdienen.
In 2018 werd in de Kamer een Wetsvoorstel ingediend om het honorarium van de notaris te verlagen tot ongeveer 1/20ste van wat het nu is, of een verlaging met -95%.

### Ethiek
Mede doordat een notaris openbaar ambtenaar is en een monopolie bezit op het verrichten van een aantal rechtshandelingen, dient zich ook de vraag aan in hoeverre een notaris zich in zijn ambt kan en mag laten leiden door zijn persoonlijke opvattingen of overtuigingen, of door commerciële overwegingen. Anders gezegd stelt zich de vraag of een notaris zijn ambt en medewerking mag weigeren als het gevraagde niet strookt met bijvoorbeeld zijn religieuze overtuigingen.
Deze situatie deed zich in oktober 2005 voor toen twee mannen in het kader van hun voorgenomen burgerlijk huwelijk naar Belgisch recht zich aandienden bij een Antwerpse notaris voor zijn medewerking bij het opstellen en verlijden van een huwelijksovereenkomst. De betreffende notaris weigerde behulpzaam te zijn bij het opstellen van een huwelijkscontract omdat hij op grond van zijn morele normen niet mee kon werken aan het tot stand komen van een huwelijk tussen twee personen van hetzelfde geslacht. Met behulp van het Centrum voor gelijkheid van kansen en voor racismebestrijding gevoerde tuchtprocedure, werd in het voorjaar 2006 zowel door de provinciale Antwerpse Kamer van notarissen als door de nationale kamer van Notarissen uitdrukkelijk bepaald dat een notaris zich niet kan laten leiden door zijn persoonlijke opvattingen of overtuigingen om zijn ambt te weigeren. De betreffende notaris werd dan ook berispt. Voor zover het om ambtsweigering gaat kan de Belgische notaris zich alleen maar beroepen op artikel 3 in de deontologische code voor het notariaat, goedgekeurd bij KB van 21 september 2005 (Belgisch Staatsblad 3 november 2005).

## Kritiek
Volgens economiefilosoof Rogier De Langhe zorgen te hoge transactiekosten er vaak voor dat mensen hun huis dan toch maar niet verkopen en liever elke dag in de file gaan staan in plaats van te verhuizen. Te hoge notariskosten zorgen zo ook onrechtstreeks voor meer burn-outs, want er is een duidelijk verband tussen het aantal burn-outs en de dagelijkse pendeltijd.
Uit een studie uit 2019 blijkt dat notaristaken ook zonder notaris kunnen gebeuren en dat de rol van de notaris “sterk beperkt tot volledig overbodig” kan worden.